# Contea di Mariposa
La contea di Mariposa, in inglese Mariposa County, è una contea dello Stato della California, negli Stati Uniti d'America. La popolazione al censimento del 2020 era di 17 131 abitanti. Il capoluogo di contea è Mariposa.

## Geografia fisica
La contea si trova nella parte centrale della California, situata sulle pendici occidentali della Sierra Nevada, a nord di Fresno e a sud est di Stockton. L'U.S. Census Bureau certifica che l'estensione della contea è di 3789 km², di cui 3758 km² composti da terra e i rimanenti 31 km² composti di acqua. La contea si estende dalla Central Valley a ovest alla Sierra Nevada a est. A est include parte della valle di Yosemite e parte della catena Cathedral. La contea ospita una porzione del parco nazionale di Yosemite.

### Contee confinanti
- Contea di Tuolumne - nord
- Contea di Madera - sud-est
- Contea di Merced - sud-ovest

- Contea di Stanislaus - ovest

## Storia
La contea di Mariposa è una delle 27 contee originarie della California e fu costituita nel 1850. Deve il suo nome al Mariposa Creek, che a sua volta fu chiamato così dagli esploratori spagnoli quando videro diverse farfalle (in spagnolo appunto mariposa) ai piedi della Sierra Nevada.

## Comuni
Nella contea non ci sono city incorporate.

### Census-designated places
- Bear Valley
- Bootjack
- Buck Meadows
- Catheys Valley
- Coulterville
- El Portal
- Fish Camp
- Foresta
- Greeley Hill
- Hornitos
- Lake Don Pedro
- Mariposa (capoluogo)
- Midpines
- Mount Bullion
- Wawona
- Yosemite Valley
- Yosemite West

## Infrastrutture e trasporti

### Principali strade ed autostrade
- California State Route 41
- California State Route 49
- California State Route 120
- California State Route 140